# Cuphea pinetorum
Cuphea pinetorum là một loài thực vật có hoa trong họ Lythraceae. Loài này được Benth. mô tả khoa học đầu tiên năm 1841.